# Grundtjärnen (Särna socken, Dalarna, 682010-134913)
Grundtjärnen är en sjö i Älvdalens kommun i Dalarna och ingår i Dalälvens huvudavrinningsområde. Sjön har en area på 0,0384 kvadratkilometer och ligger 515,2 meter över havet. Sjön avvattnas av vattendraget Jämtbäcken.

## Delavrinningsområde
Grundtjärnen ingår i det delavrinningsområde (681910-134989) som SMHI kallar för Mynnar i Särkån. Medelhöjden är 512 meter över havet och ytan är 8,58 kvadratkilometer. Det finns inga avrinningsområden uppströms utan avrinningsområdet är högsta punkten. Jämtbäcken som avvattnar avrinningsområdet har biflödesordning 5, vilket innebär att vattnet flödar genom totalt 5 vattendrag innan det når havet efter 491 kilometer. Avrinningsområdet består mestadels av skog (72 procent) och sankmarker (23 procent). Avrinningsområdet har 0,18 kvadratkilometer vattenytor vilket ger det en sjöprocent på 2,1 procent.